# Neottiura margarita
Neottiura margarita is een spinnensoort in de taxonomische indeling van de kogelspinnen (Theridiidae).
Het dier behoort tot het geslacht Neottiura. De wetenschappelijke naam van de soort werd voor het eerst geldig gepubliceerd in 1985 door Hajime Yoshida.